# Johann Friedrich Hermann Albers
Johann Friedrich Hermann Albers (* 14. November 1805 in Dorsten; † 11. Mai 1867 in Bonn) war ein deutscher Mediziner und Pathologe.
Johann Friedrich Hermann Albers studierte ab 1823 in Bonn, wirkte ab 1827 als Hilfsarzt in der medizinischen Klinik Nasses, habilitierte sich 1829 als Dozent und wurde 1831 Professor, als welcher er über Pathologie, Arzneimittellehre, pathologische Anatomie und propädeutische Klinik las.
Schon sehr früh auf das Gebiet der Seelenheilkunde hingeführt, war er auf demselben, mit Nasse vereint, auch praktisch tätig und begründete zu Bonn eine eigene Heilanstalt für Gemüts- und Nervenkranke. Im Jahr 1856 wurde er Direktor des pharmakologischen Kabinetts der Universität in Bonn. Im gleichen Jahr wurde er auch zum Mitglied der Gelehrtenakademie Leopoldina gewählt.
Albers veröffentlichte eine beträchtliche Anzahl von Schriften, besonders auf dem Gebiet der Pathologie, der Seelenheilkunde und der pathologischen Anatomie, und lieferte einen Atlas der pathologischen Anatomie (Bonn 1832–62, 287 Tafeln mit Text).

## Werke (Auswahl)
- Die Pathologie und Therapie der Kehlkopfskrankheiten; eine Monographie, Leipzig, Cnobloch, 1829.
- Die Darmgeschwüre, Leipzig, Cnobloch, 1831.
- Lehrbuch der Semiotik fur Vorlesungen, Leipzig, 1834.
- Beobachtungen auf dem Gebiete der Pathologie. 3 Theile, Bonn, 1836–1840.
- Erkenntniss der Krankheiten der Brustorgane aus physikalischen Zeichen, oder, Auscultation, Percussion und Spirometrie, Bonn : Bei Adolph Marcus, 1850.
- Die Spermatorrhoea nach ihren körperlichen Verhältnissen, ihrer anatomischen Grundlage und dem Heilverfahren in derselben in Nerven-, Gemüths- und Geisteskrankheiten, Bonn, Henry, 1862.